# Uśpiony obóz 3: Nastoletnie odpady
Uśpiony obóz 3: Nastoletnie odpady (Sleepaway Camp III: Teenage Wasteland ) – amerykański film fabularny (horror z podgatunku slasher) z 1989 roku, drugi sequel horroru Uśpiony obóz (1983).

## Fabuła
W miejscu ogarniętego złą sławą kempingu Awarak powstaje obóz New Horizon – placówka, która ma jednoczyć młodzież z różnych klas społecznych. Seryjna zabójczyni, Angela Baker, morduje Marię Nacastro, nastolatkę, która wybiera się do owego obozowiska. Przyjmując jej tożsamość, zajmuje jej miejsce. Położonym na odludziu terenem wstrząsa seria brutalnych mordów.

## Obsada
- Pamela Springsteen − Angela Baker
- Tracy Griffith − Marcia Holland
- Michael J. Pollard − Herman Miranda
- Mark Oliver − Tony DeRaro
- Haynes Brooke − Bobby Stark
- Sandra Dorsey − Lily Miranda
- Daryl Wilcher − Riff
- Kim Wall − Cindy Hammersmith
- Kyle Holman − Snowboy
- Cliff Brand − oficer Barney Whitmore
- Kashina Kessler − Maria Nacastro
- Randi Layne − Tawny Richards
- Chung Yen Tsay − Greg Nakyshima
- Jarret Beal − Peter Doyle
- Sonya Maddox − Anita Bircham
- Jill Terashita − Arab